# Last Building Burning
Last Building Burning è il sesto album in studio della rock band statunitense Cloud Nothings. È stato pubblicato il 19 ottobre 2018 tramite Carpark Records.
L'album è stato registrato in otto giorni con il produttore Randall Dunn, che è meglio conosciuto per il suo lavoro nella produzione di musica drone e musica heavy metal. La registrazione ha avuto luogo a Sonic Ranch, uno studio sul confine della città di Tornillo, in Texas. L'album fu annunciato il 13 agosto 2018, che coincise con l'uscita del primo singolo dell'album, The Echo of the World. Prima della pubblicazione dell'album, sono stati pubblicati altri due singoli: Leave Him Now e So Right So Clean.

## Tracce
1. On An Edge – 3:15
2. Leave Him Now – 3:04
3. In Shame – 3:34
4. Offer An End – 4:08
5. The Echo of the World – 3:56
6. Dissolution – 10:51
7. So Right So Clean – 3:42
8. Another Way of Life – 3:08